# Leptoperidia applanata
Leptoperidia applanata är en svampart som först beskrevs av Hans Sydow, och fick sitt nu gällande namn av Rappaz 1987. Leptoperidia applanata ingår i släktet Leptoperidia och familjen Diatrypaceae.   Inga underarter finns listade i Catalogue of Life.